# اوبرهرن
اوبرهرن (به آلمانی: Überherrn) یک شهر در آلمان است که در زارلاند واقع شده‌است.

## خصوصیات
اوبرهرن ۳۴٫۳۱ کیلومترمربع مساحت دارد ۱۹۲–۳۷۷ متر بالاتر از سطح دریا واقع شده‌است.

## خواهرخوانده
شهرهای کامایوره، لو آور، L'Hôpital و ایلی-سو-نوی خواهرخوانده‌های اوبرهرن هستند.